# アナウク・フェッター
アナウク・フェッター（Anouk Vetter、1993年2月4日 - ）は、オランダの陸上競技選手、2016年ヨーロッパ陸上競技選手権大会金メダリスト。2020年東京オリンピック女子七種競技銀メダリスト。

## 経歴
オランダアムステルダム出身。父親は陸上競技のコーチであるロナルド・ヴェッター、母親はオランダのやり投げメダリストゲルダ・ヴェッター・ブロクツィエル。幼い頃から陸上のことが気になっており、4歳から5歳までは走高跳のマットで遊んでいた。
その後アナウクは七種競技選手になったが、虚弱な体であったが故に、怪我をしやすかった。2011年ヨーロッパ陸上ジュニア選手権大会、2012年世界ジュニア陸上競技選手権大会、2013年ヨーロッパ陸上競技U23選手権大会のいずれかで七種競技を完走できなかった。2012年にアナウクのコーチを父親であるロナルドに交代させた後、アナウクの脆弱な体を守るために、複合イベントでのグループの他の女性より、トレーニングを80%に減らした。

## 自己ベスト記録
| 種目     | 結果              | 会場                                         | 日時               | 記録            | 出典  |
| -------- | ----------------- | -------------------------------------------- | ------------------ | --------------- | ----- |
| 100m     | 11.61秒（風+0.9） | マンハイム                                   | 2016年6月9日       |                 | [ 3 ] |
| 200m     | 23.65秒（風+1.0） | ゲツィス                                     | 2021年5月29日      |                 | [ 3 ] |
| 800m     | 2分17秒71         | オリンピック・スタジアム（リオデジャネイロ） | 2016年8月13日      |                 | [ 3 ] |
| 60mH     | 8.25秒            | オムニスポーツ・アペルドールン               | 2016年2月28日      |                 | [ 3 ] |
| 100mH    | 13.09秒（風-0.8） | 東京                                         | 2021年8月3日       |                 | [ 3 ] |
| 走高跳   | 1.81 m            | タンペレ                                     | 2013年7月13日      |                 | [ 3 ] |
| 走幅跳   | 6.49 m（風+1.6）  | ライデン                                     | 2021年6月12日      |                 | [ 3 ] |
| 砲丸投げ | 16.00 m           | リッセ                                       | 2017年5月13日      |                 | [ 3 ] |
| やり投げ | 59.81 m           | ゲツィス                                     | 2022年5月29日      |                 | [ 3 ] |
| 五種競技 | 4548点            | O2アリーナ プラハ                            | 2015年3月6日       |                 | [ 3 ] |
| 七種競技 | 6693点            | ハイポミーティング ゲツィス                  | 2022年5月28 - 29日 | National record | [ 4 ] |